# Józef Wydra
Józef Wydra (ur. 18 października 1904 w Ryglicach, zm. 1 stycznia 1979) – polski rzemieślnik i spółdzielca, poseł na Sejm PRL II kadencji (1957–1961), członek Ogólnopolskiego Komitetu Frontu Jedności Narodu w 1958.

## Życiorys
W dwudziestoleciu międzywojennym pracował w przemyśle poligraficznym, w latach 30. uruchomił prywatny warsztat zniszczony w 1939. W czasie II wojny światowej zatrudniony jako współwłaściciel składu materiałów piśmiennych.
Po zakończeniu działań wojennych pracował jako introligator (posiadał własny warsztat). Aktywny w spółdzielczości, pełnił obowiązki przewodniczącego Pomocniczej Spółdzielni Rzemieślniczej Drukarzy i Introligatorów. Po upaństwowieniu zakładów rzemieślniczych w 1950 warsztat przeszedł pod zarząd Spółdzielni Pracy „Introdruk”, której Józef Wydra został przewodniczącym. 
Od 1947 pozostawał członkiem Stronnictwa Demokratycznego (na przełomie lat 50. i 60. zasiadał w prezydium CK). W 1957 uzyskał mandat posła na Sejm II kadencji w okręgu Nowy Dwór Mazowiecki. Pracował w Komisji Przemysłu Lekkiego, Rzemiosła i Spółdzielczości Pracy. 
Odznaczony Krzyżem Kawalerskim Orderu Odrodzenia Polski, Medalem 30-lecia Polski Ludowej oraz Złotym i Srebrnym Krzyżem Zasługi.